# Ciclobuteno
El ciclobuteno es un cicloalqueno con fórmula química C4H6. Es usado en la industria química como un monómero para la síntesis de algunos polímeros y es bastante útil como reactivo para un gran número de síntesis orgánicas.

## Obtención y síntesis
El ciclobuteno se puede obtener por una reacción de eliminación a partir de 1,2-dibromociclobutano con zinc pulverizado:
Por destilación seca del hidróxido de ciclobutiltrimetilamonio, se obtiene ciclobuteno por la reacción llamada eliminación de Hofmann.
Además el ciclobuteno se puede obtener por ciclación fotoquímica del 1,3-butadieno. Aunque este método tiene un bajo rendimiento:
Por último, el mejor rendimiento en la síntesis del ciclobuteno se obtiene a partir del ciclopropilcarbinol, que se transforma por reflujo en ácido clorhídrico concentrado en ciclobutanol. Este compuesto se tosila con cloruro de tosilo en piridina y, finalmente, este tosilato tratado a 70 °C con t-butóxido de potasio, K+(CH3)3CO- , en DMSO , proporciona el mejor rendimiento para la síntesis de ciclobuteno:

## Usos
Las reacciones de adición se pueden realizar en el doble enlace . Por lo tanto, varios derivados del ciclobutano son accesibles de esta manera. Las cicloadiciones [2 + 2] con otros alquenos también son posibles. Se han informado reacciones de reordenamiento catalizadas por ácido y térmicas de ciclobuteno y derivados de ciclobuteno.